# Бакемоно
Оба́ке (яп. お化け) та бакемо́но (яп. 化け物) — загальна назва для чудовиськ, привидів або духів в японському фольклорі. Буквально значить «те, що змінюється».
Зазвичай, ці слова перекладають як «привид», але в основному вони відносяться до живих або надприродних істот, які тимчасово проявилися в дивній формі. Таким чином вони відрізняються від духів померлих. Тим не менш, іноді термін «обаке» може використовуватися і для привида як о́бразу мерця — юрей (яп. 幽霊).
Справжньою формою бакемоно може бути тварина, наприклад, лисиця (кіцуне), єнотовидна собака (танукі), борсук, кішка (бакенеко), дух рослини (наприклад, кодама), або неживий об'єкт, котрий має душу.
Бакемоно зазвичай або прикидається людиною, або з'являється в дивній чи страхітливій формі. В побуті будь-яке незвичайне явище може бути назване бакемоно або обаке, незалежно від того, чи вірить людина в те, що у істоти є інша форма.